# Isabel de Austria (1878-1960)
Isabel Amalia de Austria (en alemán, Elisabeth Amalie von Österreich; Reichenau an der Rax, 7 de julio de 1878-Vaduz, 13 de marzo de 1960) fue una archiduquesa austríaca, madre del príncipe Francisco José II de Liechtenstein.

## Biografía
Fue la segunda y última de las hijas del matrimonio formado por el archiduque Carlos Luis de Austria y de su tercera esposa, la infanta portuguesa María Teresa de Braganza. Nació en Villa Wartholz, propiedad de sus padres en la localidad de Reichenau an der Rax.
El 20 de abril de 1903 contrajo matrimonio con el príncipe Luis Gonzaga de Liechtenstein. Las dudas sobre si la unión era o no una morganática se disiparon al dar el emperador Francisco José I de Austria su consentimiento a la boda y participar en la misma.
El matrimonio vivió en sus inicios entre Viena y su castillo de Gross-Seelowitz. Su esposo renunció a sus derechos a la sucesión del principado de Liechtenstein en nombre de su hijo primogénito, Francisco José.
La princesa tuvo una gran afición a los automóviles.

## Matrimonio e hijos
Fruto de su matrimonio con el príncipe Luis de Liechtenstein tuvo ocho hijos:
- Francisco José II (1906-1989), príncipe de Liechtenstein. Casado en 1943 con la condesa Georgina de Wilczek (1921-1989); con descendencia.
- María Teresa (1908-1973), se casó en 1944 con el conde Arturo Strachwitz de Gross-Zauche y Camminetz (1905-1996); con descendencia.
- Carlos Alfredo (1910-1985), contrajo matrimonio en 1949 con la archiduquesa Inés Cristina de Habsburgo-Toscana (1928-2007); con descendencia.
- Jorge (1911-1998), se casó en 1948 con la duquesa María Cristina de Wurtemberg (1924); con descendencia.
- Ulrico (1913-1978), murió soltero y sin descendencia.
- María Enriqueta (1914-2011), se casó en 1943 con el conde Pedro de Eltz (1909-1992); con descendencia.
- Luis (1917-1967), murió soltero y sin descendencia.
- Enrique (1920-1993), contrajo matrimonio en 1968 con la condesa Amalia Podstatzki-Liechtenstein (1935); con descendencia.

## Títulos y órdenes

### Títulos
| ● 7 de julio de 1878-20 de abril de 1903:  | Su alteza imperial y real la archiduquesa Isabel Amalia, princesa real de Hungría y Bohemia   |
| ● 20 de abril de 1903-13 de marzo de 1960: | Su alteza imperial y real la archiduquesa Isabel Amalia de Austria, princesa de Liechtenstein |

### Órdenes
- Dama de primera clase de la Orden de la Cruz Estrellada.[8] ( Imperio austrohúngaro)